# رطوبت‌سنج (هواشناسی)

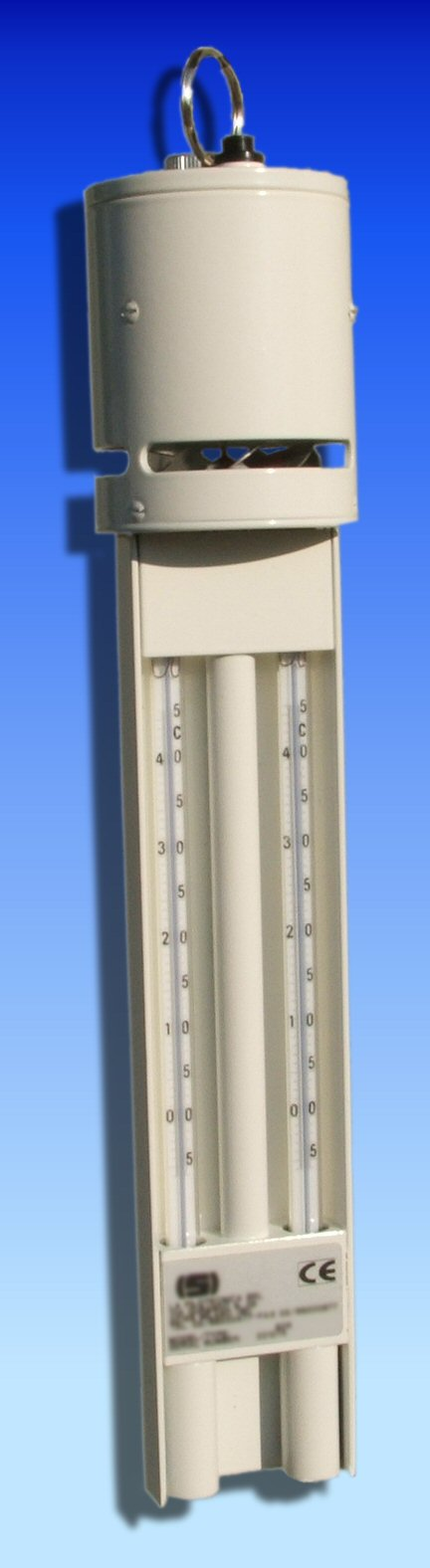

رطوبت‌سنج یا هایگرومتر (به انگلیسی: Hygrometer) ابزاری برای سنجش و اندازه‌گیری رطوبت هوا و متشکل از دو دماسنج تَر و خشک است. معمولاً رطوبت هوا را به وسیله رطوبت‌سنج می‌سنجند.
این ابزارها معمولاً برای سنجش رطوبت به اندازه‌گیری کمیت‌های دیگری مانند دما، فشار، جرم و تغییرات مکانیکی یا الکتریکی در یک ماده در هنگام جذب رطوبت متکی هستند. با تنظیم (کالیبره) کردن و انجام محاسبات، می‌توان از این کمیت‌های اندازه‌گیری‌شده برای تعیین رطوبت استفاده کرد. دستگاه‌های الکترونیکی مدرن از دمای میعان (نقطه شبنم) استفاده می‌کنند یا تغییرات در ظرفیت خازنی یا مقاومت الکتریکی را حس می‌کنند.
حداکثر مقدار بخار آبی که می‌تواند در یک حجم مشخص وجود داشته باشد (در حالت اشباع)، با دما تغییر زیادی می‌کند؛ در دماهای پایین، جرم کمتری از آب در واحد حجم می‌تواند به صورت بخار باقی بماند تا در دماهای بالا؛ بنابراین، تغییر در دما، رطوبت نسبی را تغییر می‌دهد.
یک نمونه اولیه از رطوبت‌سنج در سال ۱۴۸۰ توسط لئوناردو داوینچی اختراع شد. پیشرفت‌های عمده در طول دهه ۱۶۰۰ میلادی رخ داد؛ فرانچسکو فولی نسخه کاربردی‌تری از این دستگاه را اختراع کرد و رابرت هوک تعدادی از ابزارهای هواشناسی، از جمله رطوبت‌سنج را بهبود بخشید. نسخه مدرن‌تری در سال ۱۷۵۵ توسط یوهان هاینریش لامبرت، دانشمند سوئیسی، ساخته شد. بعدها، در سال ۱۷۸۳، هوراس بندیکت دو سوسور، فیزیکدان و زمین‌شناس سوئیسی، رطوبت‌سنجی را اختراع کرد که از یک تار موی انسان کشیده شده به عنوان حسگر خود استفاده می‌کرد.
در اواخر قرن هفدهم، برخی دانشمندان به ابزارهای اندازه‌گیری رطوبت، «هیگروسکوپ» می‌گفتند؛ این واژه دیگر استفاده نمی‌شود، اما در زبان انگلیسی واژه‌های «هیگروسکوپیک» (رطوبت‌گیر) و «هیگروسکوپی» که از آن مشتق شده‌اند، همچنان کاربرد دارند.

## اجزاء رطوبت‌سنج
رطوبت‌سنج‌ها از دو دماسنج تشکیل شده‌اند که دور مخزن یکی از ان‌ها فتیله پارچه‌ای پیچیده شده است و انتهای دیگر فتیله به یک ظرف آب متصل است. آب توسط فتیله بالا آمده و اطراف نمخزن ترمومتر را مرطوب می‌کند تا دمای هوای مرطوب تر اندازه‌گیری شود. مجموعه این ترمومترها را ترمومترهای خشک و ترمومترهای تر می‌گویند. اختلاف دما در ترمومتر خشک و تر به مقدار رطوبت موجود در هوا بستگی دارد، به طوری که در یک‌هوای اشباع، ترمومترهای تر و خشک اختلافی را نشان نخواهند داد. با داشتن این اختلاف و استفاده از جداولی مخصوص مقدار رطوبت نسبی هوا محاسبه می‌گردد.